# Gran Premio di Gran Bretagna 1955
Il Gran Premio di Gran Bretagna 1955 fu la sesta gara della stagione 1955 del Campionato mondiale di Formula 1, disputata il 16 luglio sul Circuito di Aintree. La manifestazione vide la prima vittoria in carriera di Stirling Moss su Mercedes, seguito a poca distanza dai compagni di squadra Juan Manuel Fangio e Karl Kling.
Il Gran Premio ha visto il debutto del futuro tre volte Campione del Mondo Jack Brabham; qualificatosi all'ultimo posto, l'australiano risale in gara fino alla 12ª posizione, prima di ritirarsi per un guasto al motore.
Pur mancando ancora quattro gare alla fine del campionato, la successiva cancellazione dei Gran Premi di Germania, Svizzera e Spagna rese quello britannico il penultimo della stagione. Per questo motivo, Fangio si laureò per la terza volta Campione del Mondo di Formula 1 con una gara di anticipo sulla fine del Campionato.

## Qualifiche
| Pos | N° | Pilota                  | Auto               | Squadra                   | Tempo  | Distacco |
| --- | -- | ----------------------- | ------------------ | ------------------------- | ------ | -------- |
| 1   | 12 | Stirling Moss           | Mercedes W196      | Daimler-Benz AG           | 2:00.4 | -        |
| 2   | 10 | Juan Manuel Fangio      | Mercedes W196      | Daimler-Benz AG           | 2:00.6 | +0.2     |
| 3   | 2  | Jean Behra              | Maserati 250F      | Officine Alfieri Maserati | 2:01.4 | +1.0     |
| 4   | 14 | Karl Kling              | Mercedes W196      | Daimler-Benz AG           | 2:02.0 | +1.6     |
| 5   | 50 | Piero Taruffi           | Mercedes W196      | Daimler-Benz AG           | 2:03.0 | +2.6     |
| 6   | 6  | Roberto Mieres          | Maserati 250F      | Officine Alfieri Maserati | 2:03.2 | +2.8     |
| 7   | 30 | Harry Schell            | Vanwall            | Vandervell Products Ltd   | 2:03.8 | +3.4     |
| 8   | 8  | André Simon             | Maserati 250F      | Officine Alfieri Maserati | 2:04.0 | +3.6     |
| 9   | 4  | Luigi Musso             | Maserati 250F      | Officine Alfieri Maserati | 2:04.2 | +3.8     |
| 10  | 20 | Eugenio Castellotti     | Ferrari 625        | Scuderia Ferrari          | 2:05.0 | +4.6     |
| 11  | 22 | Robert Manzon           | Gordini T16        | Equipe Gordini            | 2:05.0 | +4.6     |
| 12  | 16 | Mike Hawthorn           | Ferrari 625        | Scuderia Ferrari          | 2:05.4 | +5.0     |
| 13  | 18 | Maurice Trintignant     | Ferrari 625        | Scuderia Ferrari          | 2:05.4 | +5.0     |
| 14  | 36 | Tony Rolt               | Connaught B-Alta   | Rob Walker Racing Team    | 2:06.6 | +6.2     |
| 15  | 28 | Ken Wharton             | Vanwall            | Vandervell Products Ltd   | 2:08.4 | +8.0     |
| 16  | 46 | Lance Macklin           | Maserati 250F      | Stirling Moss Ltd         | 2:08.4 | +8.0     |
| 17  | 32 | Ken McAlpine            | Connaught B-Alta   | Connaught Motoreering     | 2:09.6 | +9.2     |
| 18  | 24 | Hernando da Silva Ramos | Gordini T16        | Equipe Gordini            | 2:10.6 | +10.2    |
| 19  | 38 | Leslie Marr             | Connaught B-Alta   | Privato                   | 2:11.6 | +11.4    |
| 20  | 44 | Roy Salvadori           | Maserati 250F      | Gilby Motoreering Ltd     | 2:11.6 | +11.4    |
| 21  | 34 | Jack Fairman            | Connaught B-Alta   | Connaught Motoreering     | 2:11.6 | +11.4    |
| 22  | 48 | Horace Gould            | Maserati 250F      | Gould's Garage (Bristol)  | 2:11.8 | +11.6    |
| 23  | 26 | Mike Sparken            | Gordini T16        | Equipe Gordini            | 2:12.6 | +12.2    |
| 24  | 42 | Peter Collins           | Maserati 250F      | Owen Racing Organisation  | 2:13.4 | +13      |
| 25  | 40 | Jack Brabham            | Cooper T40-Bristol | Cooper Car Company        | 2:27.4 | +17.0    |

## Gara
| Pos | N° | Pilota                            | Auto           | Giri | Tempo/Causa Ritiro | Pos. griglia | Punti |
| --- | -- | --------------------------------- | -------------- | ---- | ------------------ | ------------ | ----- |
| 1   | 12 | Stirling Moss                     | Mercedes       | 90   | 3:07:21.2          | 1            | 9     |
| 2   | 10 | Juan Manuel Fangio                | Mercedes       | 90   | +0.2               | 2            | 6     |
| 3   | 14 | Karl Kling                        | Mercedes       | 90   | +1:11.8            | 4            | 4     |
| 4   | 50 | Piero Taruffi                     | Mercedes       | 89   | +1 Giro            | 5            | 3     |
| 5   | 4  | Luigi Musso                       | Maserati       | 89   | +1 Giro            | 9            | 2     |
| 6   | 16 | Mike Hawthorn Eugenio Castellotti | Ferrari        | 87   | +3 Giri            | 12           |       |
| 7   | 26 | Mike Sparken                      | Gordini        | 81   | +9 Giri            | 23           |       |
| 8   | 46 | Lance Macklin                     | Maserati       | 79   | +11 Giri           | 16           |       |
| 9   | 28 | Ken Wharton Harry Schell          | Vanwall        | 72   | +18 Giri           | 15           |       |
| Ret | 18 | Maurice Trintignant               | Ferrari        | 59   | Surriscaldamento   | 13           |       |
| Ret | 6  | Roberto Mieres                    | Maserati       | 47   | Motore             | 6            |       |
| Ret | 40 | Jack Brabham                      | Cooper-Bristol | 30   | Motore             | 25           |       |
| Ret | 32 | Ken McAlpine                      | Connaught-Alta | 30   | Pressione olio     | 17           |       |
| Rit | 44 | Peter Collins                     | Maserati       | 28   | Frizione           | 24           |       |
| Rit | 24 | Hernando da Silva Ramos           | Gordini        | 26   | Pressione olio     | 18           |       |
| Rit | 44 | Roy Salvadori                     | Maserati       | 23   | Cambio             | 20           |       |
| Rit | 48 | Horace Gould                      | Maserati       | 22   | Freni              | 22           |       |
| Rit | 30 | Harry Schell                      | Vanwall        | 20   | Acceleratore       | 7            |       |
| Rit | 36 | Tony Rolt Peter Walker            | Connaught-Alta | 19   | Trasmissione       | 14           |       |
| Rit | 38 | Leslie Marr                       | Connaught-Alta | 18   | Freni              | 19           |       |
| Ret | 20 | Eugenio Castellotti               | Ferrari        | 16   | Trasmissione       | 10           |       |
| Ret | 8  | André Simon                       | Maserati       | 9    | Cambio             | 8            |       |
| Rit | 2  | Jean Behra                        | Maserati       | 9    | Perdita olio       | 3            |       |
| Rit | 22 | Robert Manzon                     | Gordini        | 4    | Trasmissione       | 11           |       |
| NP  | 34 | Jack Fairman                      | Connaught-Alta |      | Motore             | 21           |       |

## Statistiche

### Piloti
- 3º titolo Mondiale per Juan Manuel Fangio
- 1° vittoria per Stirling Moss
- 1° pole position per Stirling Moss
- 2º e ultimo podio per Karl Kling
- 1º Gran Premio per Jack Brabham
- 1° e unico Gran Premio per Mike Sparken
- Ultimo Gran Premio per Tony Rolt, Peter Walker, Ken McAlpine, Lance Macklin e Leslie Marr

### Costruttori
- 8° vittoria per la Mercedes

### Motori
- 8ª vittoria per il motore Mercedes

### Pneumatici
- 8ª vittoria per gli pneumatici Continental;

### Giri al comando
- Juan Manuel Fangio (1-2, 18-25)
- Stirling Moss (3-17, 26-90)

## Classifica Mondiale
| Pos | Pilota                | Punti |
| --- | --------------------- | ----- |
| 1   | Juan Manuel Fangio    | 33    |
| 2   | Stirling Moss         | 22    |
| 3   | Maurice Trintignant   | 11.33 |
| 4   | Nino Farina           | 10.33 |
| 5   | Bob Sweikert          | 8     |
|     | Eugenio Castellotti   | 8     |
| 7   | Roberto Mieres        | 7     |
| 8   | Luigi Musso           | 6     |
| 9   | Karl Kling            | 5     |
| 10  | Jimmy Davies          | 4     |
| 11  | Tony Bettenhausen     | 3     |
|     | Paul Russo            | 3     |
|     | Piero Taruffi         | 3     |
|     | Jean Behra            | 3     |
|     | Paul Frère            | 3     |
|     | Johnny Thomson        | 3     |
| 17  | José Froilán González | 2     |
|     | Luigi Villoresi       | 2     |
|     | Cesare Perdisa        | 2     |
| 20  | Umberto Maglioli      | 1.33  |
| 21  | Walt Faulkner         | 1     |
|     | Bill Vukovich         | 1     |
|     | Bill Homeier          | 1     |
|     | Hans Herrmann         | 1     |